# Reserva Natural de Conat
La Reserva Natural de Conat està situada en el terme comunal de Conat, a la comarca del Conflent, de la Catalunya del Nord.
És reserva natural des del 23 d'octubre del 1986. Ocupa una superfície de 549 hectàrees, i està compresa entre 575 i 1650 metres sobre el nivell del mar.

## Localització
La Reserva Natural de Conat es troba en el terme comunal de Conat. Ocupa una bona part del terç meridional de la comuna, a la riba dreta del Callan en el vessant nord-oriental de la Serra Pelada i del cim de la Roca Roja de la Serra Pelada.

## Història de la localització i de la reserva
La reserva de Conat és la darrera que ha ingressat en la Federació de les reserves naturals catalanes. Els seus tresors són menys coneguts que els de les seves germanes. Fou creada per tal de preservar un fragment d'aquest paisatge auster, una flora i una fauna característiques d'un clima supramediterrani tenyit de continentalitat, la sequedat del qual és accentuada per la permeabilitat del substrat: les espècies mediterrànies assoleixen en el Coronat rècords d'altitud.
Hi ha un gran contrast entre l'altiplà àrid del cim i el vessant nord obac. El primer, sembrat de prats i landes, té afinitats amb les Causses del Massís Central o els Alps delfinesos que l'œdipode de les Causses (una llagosta) i la ginesta del Delfinat anuncien clarament! És també l'hàbitat de la papallona Formiguera gran. El segon alterna el vessant est, cobert de landes, i el nord, on el pi silvestre cedeix de vegades davant de la fageda i l'avetar.
Els penya-segats assolellats són el territori de la gralla de bec vemell, ocasionalment de l'àliga reial. Les parets més humides acullen l'orella d'os (la ramonda és l'únic gènere a Europa d'une família confinada als tròpics). En els peus dels penya-segats i les tarteres es troben el corniol, l'aethionema dels roquissars (planta hoste de la rara família de les aethionema), la campaneta...
Aquestes riqueses provenen de la trobada d'esdeveniments tectònics, climàtics, dels atzars de l'evolució de la vida i, durant alguns segles, de l'activitat d'una societat agropastoral qui explotava el bosc per a les forges: això va remoure els equilibris ecològics, afavorint els mitjans oberts, preparant una herència que hem de preservar.

### Geologia
La plana de Prada és una extensió de territori mediterrani. El seu llindar és a Marqueixanes, i acaba a les gorges de Vilafranca de Conflent, que entallen espectacularment la barra del Mont Coronat venint de l'oest. L'ull rellisca al llarg del seu vessant nord, el bac, tan abrupte: és la reserva natural!
L'obaga del Coronat és fet d'un bloc de calcària deu vegades més antic que els Pirineus. Gastada, esquerdada, la gran arquitectura blanca resisteix, però deixa anar munts de tarteres. Els penya-segats subratllen la ruptura entre les vastes pedreres esllavissades des del cim i el bosc de pi silvestre que, a Conat, ocupa quasi tot el pendent de la muntanya. Ser l'única muntanya calcària, al cor dels massissos cristalins d'un país català refugi d'endemismes, dona al Coronat tot el seu interès.

### Climatologia
La climatologia predominant a la Reserva de la Maçana és la típicament mediterrània, però amb un estiu més sec. La resta de l'any, la zona és força humida, amb una mitjana de precipitacions alta. Les temperatures es corresponen amb un clima temperat fred amb gelades relativament freqüents durant l'hivern.